# スプーン (企業)
株式会社スプーンは、東京都杉並区荻窪に本社を置く、ホンダによって製造・販売される4輪車を専門としたエンジンチューナーおよび、パーツ・メーカー。ブランド名は「SPOON SPORTS」。

## 概要

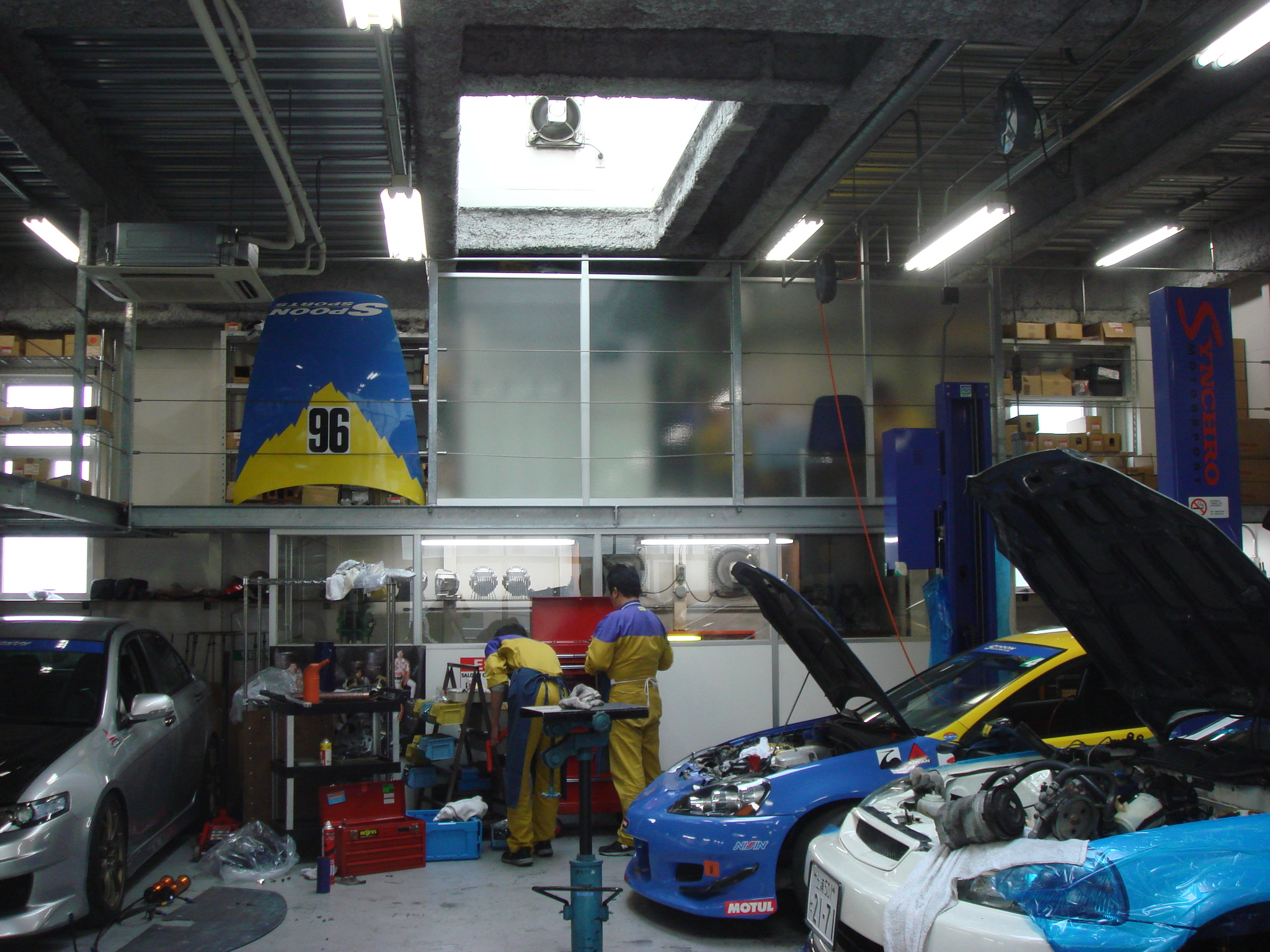
リニューアル前のスピードショップ タイプワン店内

1988年1月に杉並区下高井戸の甲州街道沿い、京王線・桜上水駅近くにホンダ車を専門としたレースチューニングおよびスピードショップとして創業。主にスポーティーカーおよび、スポーツカーを中心に取り扱い、内外を問わず多数のスプリントレース、耐久レースにおいて出走させている。その開発ノウハウを生かし、自社ブランドとしてパーツを開発、製造、販売を行う。1996年2月に杉並区荻窪に自社ビルを竣工し移転。。
会社名であるスプーン（Spoon）は、鈴鹿サーキットのスプーンカーブに由来している（Spoon Sportsカタログから）。
創業者である市嶋もレーシングドライバーであり、過去にはFJ1600やグループAも含め多数のレースに参戦し、現在も自社レースカーをドライブしている。
2001年5月には本社（杉並区荻窪）から程近い場所にアンテナショップでありチューニングを行う整備工場の「スピードショップ タイプワン」をオープンさせている。。

## ブランドの展開

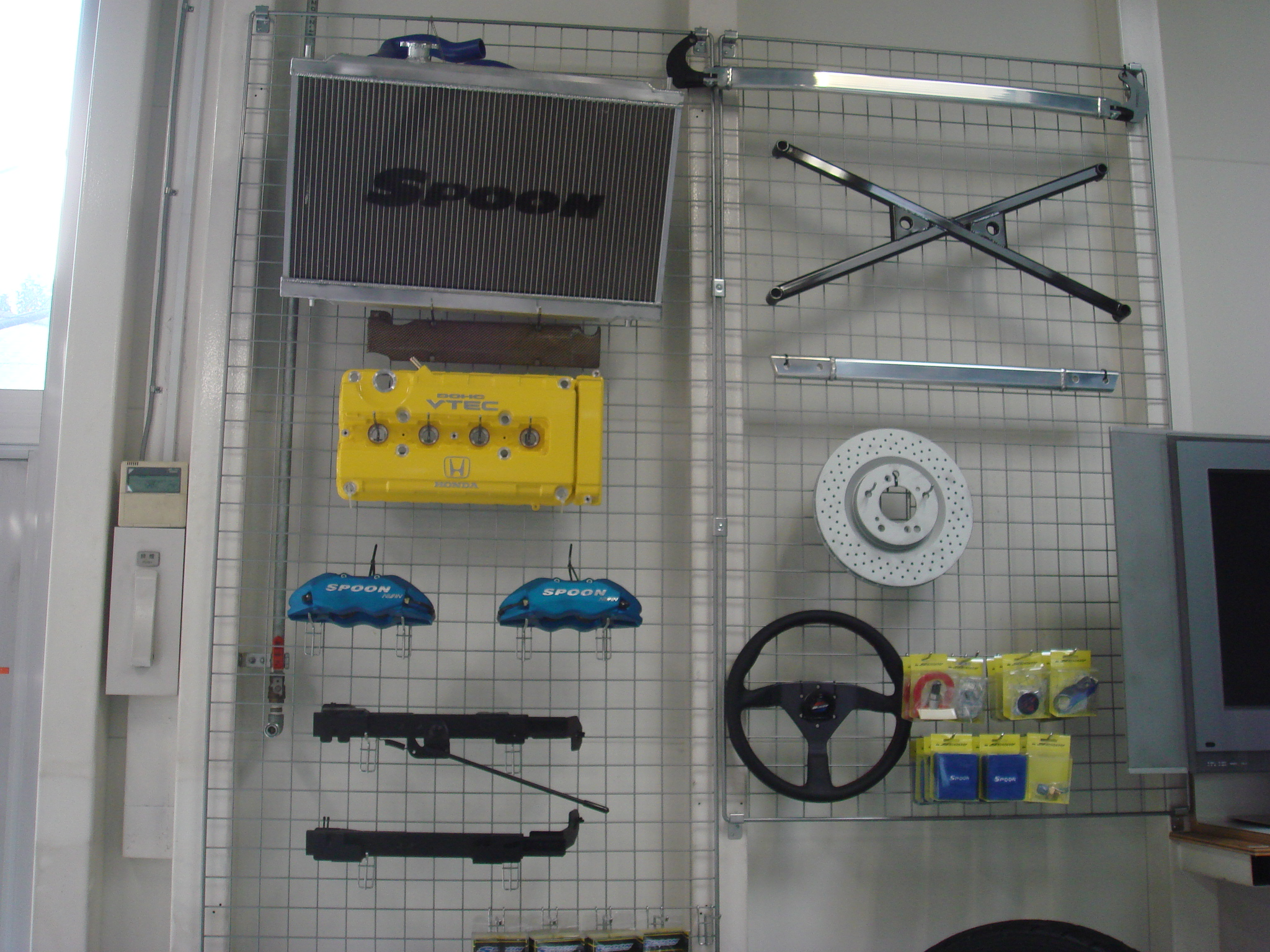
Spoon Sportsのアイテム

スピードショップ時代は、他社製品やノーブランドのオリジナル品などを販売していた。その後、Spoon Sportsブランドを立ち上げ展開を始める。当初はチューニングパーツの基本であるサスペンション関連やブレーキ関連が中心であったが、後にチューニングされたECUやそれの一部を制御する電子パーツ「VTECコントローラー」をはじめさまざまな部位のパーツを開発。エンジンのアッセンブリー販売も行なっている。その他、ホンダ車に限定せず適合する部品ブランド「リジカラ」を展開している。。

### 主なアイテム
- パワーユニット - エンジンASSY、エンジン部品など
- エアインテーク・エキゾースト - サイレンサー、エキゾーストパイプ、エキゾーストマニホールド、エアクリーナー、スロットルバルブなど
- ドライブトレイン - ミッションASSY、ミッション部品、クラッチ部品、LSDなど
- サスペンション - ダンパーキット、スプリング、強化ブッシュなど
- ブレーキシステム - ブレーキパッド、ブレーキローター、キャリパーなど
- リジカラ (リジッドカラー) - サブフレームとフレームを結合するボルト穴へ挿入し、隙間を埋めることで精度を出し剛性を高める。SPOONブランドの他OEMでも供給。

## モータースポーツ

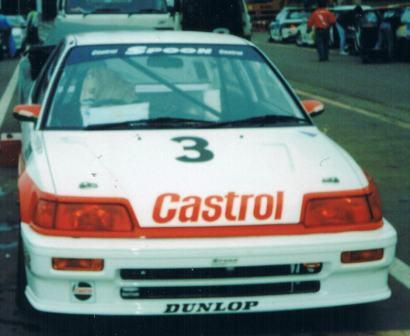
スプーンのレースカー第1号、N1仕様のEF3型シビック（東京プロダクションカーP1600クラス）

主に参戦したレースや参戦中のレース
- 東京プロダクションカーレース
- 筑波9時間ナイター耐久レース
- マカオグランプリ
- 英国スネッタートン24時間耐久レース
- N1耐久レース - スーパー耐久シリーズ
- シビックワンメイクレース
- CAサンダーヒル25時間耐久レース
- インタープロトシリーズ